# Al-Arabi (Vereinigte Arabische Emirate)
al-Arabi (arabisch نادي العربي, DMG Nādī l-ʿArabī) ist ein Fußballklub aus den Vereinigten Arabischen Emiraten mit Sitz in der Hauptstadt Umm al-Qaiwain des gleichnamigen Emirates. Aktuell, Stand Oktober 2024, spielt der Verein in der zweiten Liga, der UAE First Division League. 

## Geschichte
Der Klub wurde im Jahr 1972 gegründet. In der Saison 1996/97 ist die Mannschaft dann in der dritten Spielklasse des Landes zu finden. Zur Saison 2001/02 taucht der Klub dann aber schon in der zweiten Liga auf, da es keine genauen Tabellen für ein paar der vorherigen Spielzeiten gibt, lässt sich aber nicht genau sagen, wann der Aufstieg stattfand.
In den folgenden Jahren verpasste der Klub aber nun hin und wieder nur knapp die tabellarische Aufstiegszone. Dies hält jedoch nur kurz an und am Ende des Jahrzehnts siedelt sich das Team zumeist im unteren Abschnitt der Tabelle an. Schließlich kommt es dazu, dass nach der Spielzeit 2008/09 die Mannschaft bedingt durch die Tabellenplatzierung in die Gruppe B der Liga gesteckt wird, was die de facto Drittklassigkeit bedeutete. Zur Ligasaison 2012/13 wurden die beiden Gruppen dann wieder vereinigt und der Klub schloss seine Saisons somit immer noch im unteren Tabellenumfeld ab. Ohne weitere Begründung nahm al-Arabi nebst ein paar anderer Klubs an der Ausspielung der Saison 2014/15 dann wiederum gar nicht mehr teil. Erst zur Saison 2016/17 nahm der Klub wieder am Spielbetrieb teil. Bis heute spielt der Klub weiter in der zweitklassigen First Division.